# Zamek Machern
Zamek Machern (niem. Schloss Machern) – zabytkowy zamek w Machern (Saksonia).
Pierwotny zamek z drugiej połowy XVI w. otoczony fosą został przebudowany na renesansową rezydencję z dwoma skrzydłami. Po zniszczeniach w czasie wojny trzydziestoletniej był przebudowany na trójskrzydłowy barokowy kompleks.

## Właściciele
- Johannes de Macheryne (1324)
- Albrecht von Lindenau
- von Lindenau (1430-1802)
- Heinrich von Lindenau i jego brat
- Hans von Lindenow zu Macheryn (1465)
- Heinrich Gottlob von Lindenau (1760)
- Carl Heinrich August von Lindenau (1782-1799)
- Anna von Wylich (1802-1806)
- Wolfgang Schnetger (1806-1855)[1]

## Galeria

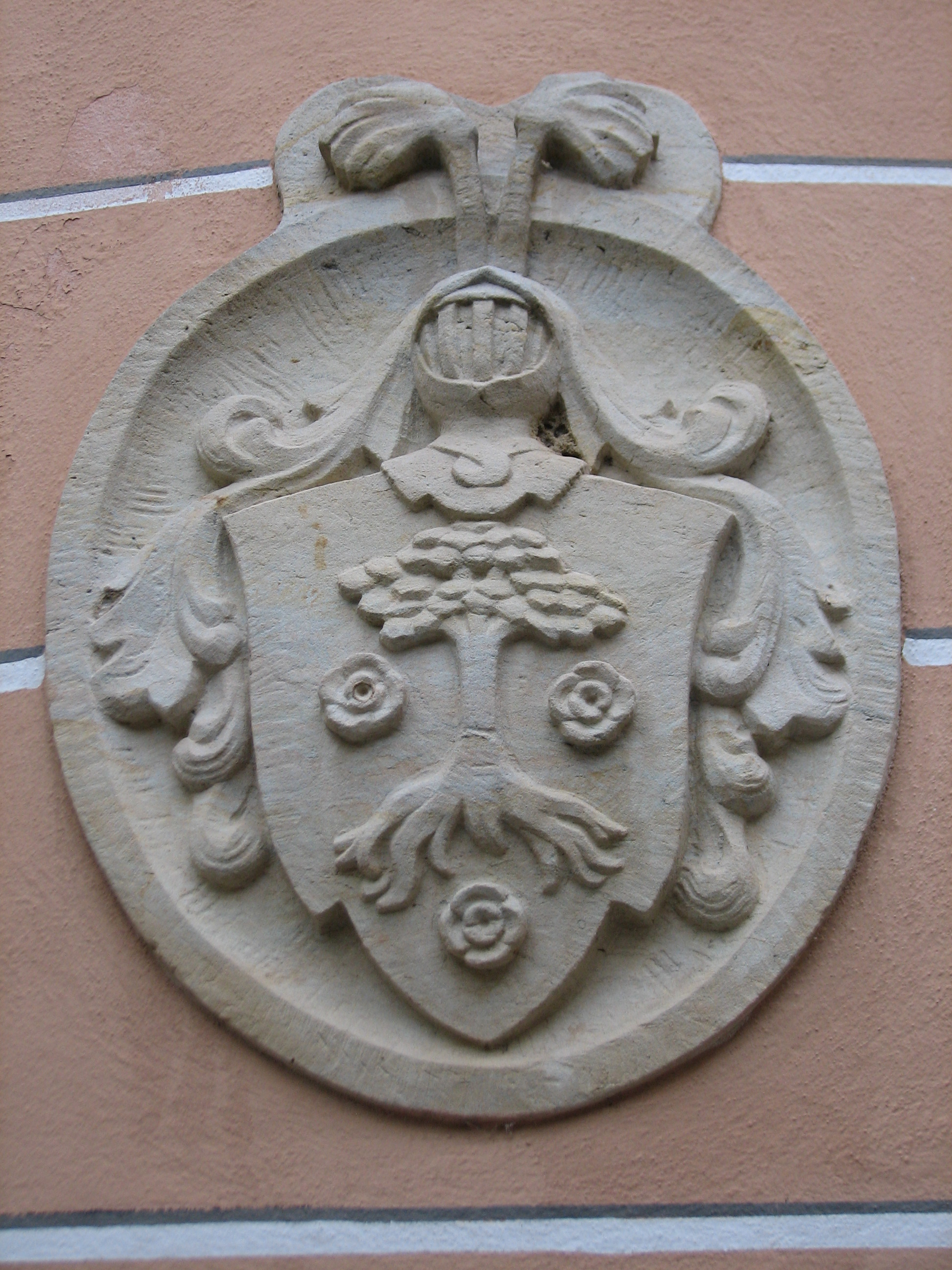
Herb von Lindenau
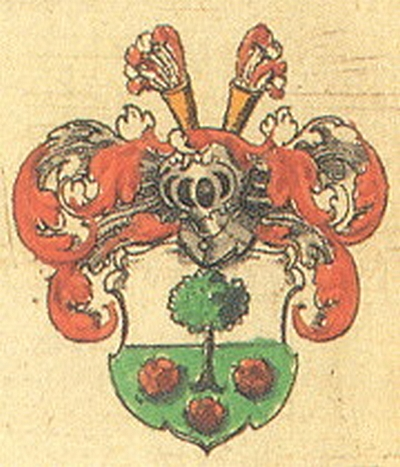
Herb von Lindenau